# خواهران ماکالوسو
خواهران ماکالوسو (ایتالیایی: Le sorelle Macaluso) یک فیلم درام به کارگردانی اما دانته بر اساس نمایشنامه ای به همین نام نوشته خودش است. این فیلم برای اولین بار در بخش اصلی هفتاد و هفتمین دوره جشنواره بین‌المللی فیلم ونیز به نمایش درآمد.